# Halskestraße

De Halskestraße is een straat van ongeveer 440 meter lengte in het Berlijnse stadsdeel Steglitz gelegen in het district Steglitz-Zehlendorf). De straat eindigt in het noordoosten bij de Steglitzer Damm. In het noorden gaat de straat verder onder de naam Munsterdamm. In het zuidwesten eindigt de straat aan de Albrechtstraße en gaat verder onder de naam Siemensstraße.
De Halskestraße is genoemd naar uitvinder Johann Georg Halske, een gezel van Werner von Siemens. Het noordelijke deel wordt gekruist door de Benzmannstraße, naar de dichter Hans Benzmann, en in het zuiden door de Liliencronstraße, genoemd naar de dichter Detlev von Liliencron.
De huisnummering is typisch Berlijns en begint in het zuiden met het nr. 1 en gaat dan verder tot nr. 16, en verandert dan van kant, waar de nummering begint met nr. 32 en in het zuiden eindigt met nr. 47. De straat heeft geen huis met het nr. 13, maar er is wel een nr. 12A.
Altonaer Straße · 
Amalienstraße · 
Bergmannstraße · 
Berliner Allee ·
Bernauer Straße · 
Bismarckstraße · 
Bornholmer Straße · 
Boxhagener Straße ·
Breite Straße ·
Brüderstraße ·
Brunnenstraße ·
Bülowstraße ·
Bundesallee ·
Danziger Straße ·
Eberswalder Straße ·
Ebertstraße ·
Fasanenstraße ·
Frankfurter Allee ·
Friedrichstraße ·
Gertraudenstraße ·
Greifswalder Straße ·
Halskestraße ·
Hardenbergstraße ·
Hauptstraße ·
Heerstraße ·
Hornstraße ·
Invalidenstraße ·
Judengasse ·
Kaiserdamm ·
Karl-Liebknecht-Straße ·
Karl-Marx-Allee ·
Karl-Marx-Straße ·
Kastanienallee ·
Klosterstraße ·
Kopenhagener Straße ·
Kopernikusstraße ·
Kurfürstendamm ·
Landsberger Allee ·
Lehrter Straße ·
Leipziger Straße ·
Majakowskiring ·
Mehringdamm ·
Mollstraße ·
Motzstraße ·
Mühlendamm · 
Oderberger Straße ·
Oranienburger Straße ·
Oranienstraße ·
Ostseestraße ·
Otto-Braun-Straße ·
Otto-Suhr-Allee ·
Potsdamer Straße ·
Prenzlauer Allee ·
Rathausstraße ·
Rheinstraße ·
Rigaer Straße ·
Rosa-Luxemburg-Straße ·
Rosenthaler Straße ·
Rykestraße ·
Samariterstraße · 
Scheidemannstraße · 
Schwedter Straße ·
Schönhauser Allee ·
Simon-Dach-Straße ·
Spandauer Straße ·
Sredzkistraße ·
Stralauer Allee ·
Straße des 17. Juni ·
Tauentzienstraße ·
Torstraße ·
Unter den Linden ·
Warschauer Straße ·
Wiesbadener Straße ·
Wilhelmstraße (Berlin-Mitte) ·
Wilhelmstraße (Berlin-Spandau)